# Kalle Stropp och Grodan Boll på svindlande äventyr
Kalle Stropp och Grodan Boll på svindlande äventyr er en animeret spillefilm fra 1991 instrueret af Jan Gissberg.

## Svenske Stemmer
- Thomas Funck-Kalle Stropp/Grodan Boll/Papegojan/Ragatha/Plåt-Niklas/Räven
- Thorsten Flinck-Hacke Affärsman Från Tonto-Turbo
- Peter Dalle-Macke Affärsman Från Tonto-Turbo
- Claes Månsson-Acke Affärsman Från Tonto-Turbo
- Åsa Bjerkerot-Prinsessan Kottegrön
- Eva Funck-Drottning Kotte/Prinsessan Kottegröns Mamma
- Stig Grybe-Kung Kotte/Prinsessan Kottegröns Pappa